# Notoxus nuperus
Notoxus nuperus là một loài bọ cánh cứng trong họ Anthicidae. Loài này được Horn miêu tả khoa học năm 1884.